# Държавно устройство на Белгия
Белгия е федерална конституционна монархия. Крал на белгийците от 1993 е Албер II.

## Федерация
Федерализмът в белгийската му форма е твърде специфичен, като дори има някои конфедерални характеристики, като необходимост от двойно мнозинство за конституционни промени. От друга страна той има и унитарни черти, все още 80% от публичните разходи се управляват от федералното правителство, а осигурителната система, с малки изключения, остава организирана на национално ниво.
В хода на федерализацията държавните институции са силно усложнени. Освен федералното правителство е въведено разделение по език на общности (Френска общност, Фламандска общност и Немскоезична общност) и отделно разделение по региони (Валонски регион, Фламандски регион и Столичен регион Брюксел. Фламандската общност и Фламандския регион са свързани и имат общо правителство.

## Изпълнителна власт
Отговорността за различните сфери на управлението е разпределена между различните нива:
- Федерално правителство: външни работи, външна търговия, отбрана, икономическа политика, обществено осигуряване (вкл. пенсии, здравеопазване, социални помощи), транспорт, ограничени компетенции в образованието, културата и научните изследвания, както и контрол върху данъчното облагане в регионите и, още по-важно, 80% от данъчните приходи.
- Правителства на общностите: език, култура и образование (вкл. училища, библиотеки, театри и т.н.)
- Регионални правителства: въпроси свързани с териториалното устройство и собствеността (регионална икономическа политика, градоустройство, транспорт и т.н.)

Федералната изпълнителна власт се упражнява от министър-председател и правителство. След изборите от 2003 правителството е коалиция на четири партии, оглавявана от Ги Верхофстад.